# Premierzy Burundi

## Legenda
- tymczasowy premier

## Chronologiczna lista
| #                                                             | Premier                         | Portret | Kadencja             | Kadencja                           | Przynależność etniczna | Partia polityczna | Partia polityczna     | Monarcha                  |
| #                                                             | Premier                         | Portret | Od                   | Do                                 | Przynależność etniczna | Partia polityczna | Partia polityczna     | Monarcha                  |
| ------------------------------------------------------------- | ------------------------------- | ------- | -------------------- | ---------------------------------- | ---------------------- | ----------------- | --------------------- | ------------------------- |
| Królestwo Burundi (autonomia)                                 |                                 |         |                      |                                    |                        |                   |                       |                           |
| 1                                                             | Josef Cimpaye (1932–1972)       |         | 26 stycznia 1961     | 28 września 1961                   | Hutu                   |                   | UPP                   | Mwambutsa IV              |
| 2                                                             | Louis Rwagasore (1932–1961)     |         | 28 września 1961     | 13 października 1961 (zamordowany) | Tutsi                  |                   | UPRONA                | Mwambutsa IV              |
| 3                                                             | André Muhirwa (1920–2003)       |         | 20 października 1961 | 1 lipca 1962                       | Tutsi                  |                   | UPRONA                | Mwambutsa IV              |
| Królestwo Burundi (niepodległe państwo)                       |                                 |         |                      |                                    |                        |                   |                       |                           |
| (3)                                                           | André Muhirwa (1920–2003)       |         | 1 lipca 1962         | 10 czerwca 1963                    | Tutsi                  |                   | UPRONA                | Mwambutsa IV              |
| 4                                                             | Pierre Ngendandumwe (1930–1965) |         | 18 czerwca 1963      | 6 kwietnia 1964                    | Hutu                   |                   | UPRONA                | Mwambutsa IV              |
| 5                                                             | Albin Nyamoya (1924–2001)       |         | 6 kwietnia 1964      | 7 stycznia 1965                    | Hutu                   |                   | UPRONA                | Mwambutsa IV              |
| (4)                                                           | Pierre Ngendandumwe (1930–1965) |         | 7 stycznia 1965      | 15 stycznia 1965 (zamordowany)     | Hutu                   |                   | UPRONA                | Mwambutsa IV              |
| –                                                             | Pié Masumbuko (1931–)           |         | 15 stycznia 1965     | 26 stycznia 1965                   | Tutsi                  |                   | UPRONA                | Mwambutsa IV              |
| 6                                                             | Joseph Bamina (1925–1965)       |         | 26 stycznia 1965     | 30 września 1965                   | Hutu                   |                   | UPRONA                | Mwambutsa IV              |
| 7                                                             | Léopold Biha (1919–2003)        |         | 13 października 1965 | 8 lipca 1966 (złożony z urzędu)    | Tutsi                  |                   | UPRONA                | Mwambutsa IV              |
| 8                                                             | Michel Micombero (1940–1983)    |         | 11 lipca 1966        | 28 listopada 1966                  | Tutsi                  |                   | wojskowy / UPRONA     | Ntare V                   |
| #                                                             | Premier                         | Portret | Kadencja             | Kadencja                           | Przynależność etniczna | Partia polityczna | Partia polityczna     | Prezydent                 |
| #                                                             | Premier                         | Portret | Od                   | Do                                 | Przynależność etniczna | Partia polityczna | Partia polityczna     | Prezydent                 |
| Republika Burundi                                             |                                 |         |                      |                                    |                        |                   |                       |                           |
| urząd zniesiony (28 listopada 1966 – 15 lipca 1972)           |                                 |         |                      |                                    |                        |                   |                       |                           |
| (5)                                                           | Albin Nyamoya (1924–2001)       |         | 15 lipca 1972        | 5 czerwca 1973                     | Hutu                   |                   | UPRONA                | Micombero                 |
| urząd zniesiony (5 czerwca 1973 – 12 listopada 1976)          |                                 |         |                      |                                    |                        |                   |                       |                           |
| 9                                                             | Édouard Nzambimana (1945–2015)  |         | 12 listopada 1976    | 13 października 1978               | Tutsi                  |                   | UPRONA                | Bagaza                    |
| urząd zniesiony (13 października 1978 – 19 października 1988) |                                 |         |                      |                                    |                        |                   |                       |                           |
| 10                                                            | Adrien Sibomana (1953–)         |         | 19 października 1988 | 10 lipca 1993                      | Hutu                   |                   | UPRONA                | Buyoya                    |
| 11                                                            | Sylvie Kinigi (1953–)           |         | 10 lipca 1993        | 7 lutego 1994                      | Tutsi                  |                   | UPRONA                | Ndadaye Ntaryamira        |
| 12                                                            | Anatole Kanyenkiko (1952–)      |         | 7 lutego 1994        | 22 lutego 1995                     | Tutsi                  |                   | UPRONA                | Ntaryamira Ntibantunganya |
| 13                                                            | Antoine Nduwayo (1942–)         |         | 22 lutego 1995       | 31 lipca 1996 (zrezygnował)        | Tutsi                  |                   | UPRONA                | Ntibantunganya            |
| 14                                                            | Pascal-Firmin Ndimira (1956–)   |         | 31 lipca 1996        | 12 czerwca 1998                    | Hutu                   |                   | UPRONA                | Buyoya                    |
| urząd zniesiony (12 czerwca 1998 – 23 czerwca 2020)           |                                 |         |                      |                                    |                        |                   |                       |                           |
| 15                                                            | Alain-Guillaume Bunyoni (1972–) |         | 23 czerwca 2020      | 7 września 2022                    | Hutu                   |                   | CNDD–FDD              | Évariste Ndayishimiye     |
| 16                                                            | Gervais Ndirakobuca (1970–)     |         | 7 września 2022      | 5 sierpnia 2025                    | Hutu                   | CNDD–FDD          | Évariste Ndayishimiye |                           |
| 17                                                            | Nestor Ntahontuye (1978–)       |         | 5 sierpnia 2025      | nadal                              | Hutu                   | CNDD–FDD          | Évariste Ndayishimiye |                           |